# Ananas bracteatus
Ananas bracteatus (Lindl.) Schult. & Schult. f. – gatunek byliny z rodziny bromeliowatych (Bromeliaceae). Występuje naturalnie w Brazylii, Paragwaju oraz Argentynie. Ponadto bywa uprawiany na Hawajach, Florydzie, w Teksasie, Arizonie, czy Karolinie Południowej. 

## Morfologia
PokrójBylina dorastająca do 0,9-1,2 m wysokości oraz 60 cm szerokości.
LiścieTrwałe, grube i kłujące. Są ciemnozielone, choć istnieją kultywary o białych, różowych, czerwonych lub żółtych akcentach.
KwiatyNiepozorne. Mają fioletową barwę, lecz jajowatym kwiatostanom barwę nadają kolczaste, czerwone lub różowe podsadki. Później kwiatostany zmieniają barwę przez brązowo-różową na szkarłatną. Zwieńczone są na szczycie liśćmi.
OwocW przeciwieństwie do ananasa jadalnego, owocostany A. bracteatus zawierają nasiona, są też mniejsze i mniej mięsiste.

## Biologia i ekologia

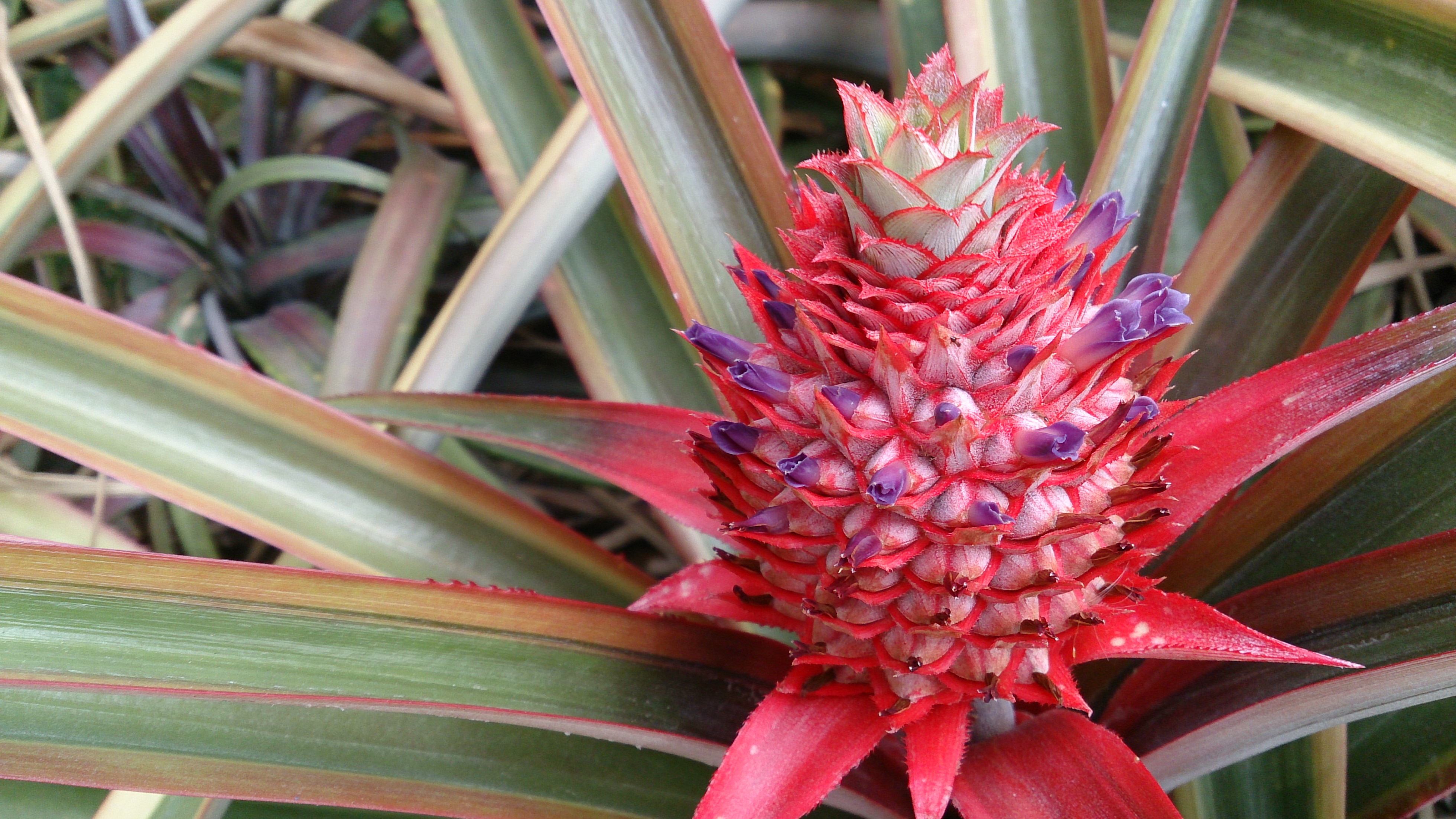
Ananas bracteatus 'Striatus'

Roślina zielna. Kwitnie latem. Kwiaty w naturze zapylane są przez kolibrowate. Rośliny tego gatunku dobrze rosną w pełnym nasłonecznieniu. Najlepiej rosną na podłożu o odczynie obojętnym lub kwaśnym (6,1–7,5 pH). Są bardzo wrażliwe na mróz – rosną w miejscach, gdzie temperatura nie spada poniżej 18 °C przez cały rok. 

## Zastosowanie
Liczne kultywary tego gatunku mają zastosowanie jako rośliny ozdobne. W strefie tropikalnej ananas ten bywa sadzony jako żywopłot. Ma jadalne owocostany, które nadają się do przetworzenia na soki.

## Uprawa
Dobrze rośnie na podłożu składającym się z mieszanki piasku i kompostu. Najlepszą porą sadzenia jest wiosna. Roślina bywa uszkadzana przez gryzonie.